# Michelea
Michelea is een geslacht van kreeftachtigen uit de klasse van de Malacostraca (hogere kreeftachtigen).

## Soorten
- Michelea abranchiata Poore, 1997
- Michelea dampieri Poore, 2008
- Michelea devaneyi Poore, 1997
- Michelea hortus Poore, 1997
- Michelea imperieusae Poore & Collins, 2015
- Michelea kalbarri Poore & Collins, 2015
- Michelea lamellosa Kensley & Heard, 1991
- Michelea lepta (Sakai, 1987)
- Michelea leura (Poore & Griffin, 1979)
- Michelea microphylla Poore, 1997
- Michelea novaecaledoniae Poore, 1997
- Michelea pillsburyi Kensley & Heard, 1991
- Michelea takeda Liu & Liu, 2012
- Michelea vandoverae (Gore, 1987)